# (2848) ASP
(2848) ASP (1959 VF; 1965 UN2; 1970 RR; 1975 NA; 1975 NE1; 1981 QM1; 1981 ST5) ist ein ungefähr 26 Kilometer großer Asteroid des äußeren Hauptgürtels, der am 8. November 1959 im Rahmen des Indiana Asteroid Programs am Goethe-Link-Observatorium in Brooklyn, Indiana (IAU-Code 760) entdeckt wurde. Durch das Indiana Asteroid Program wurden insgesamt 119 Asteroiden neu entdeckt. Er gehört zur Themis-Familie, einer Gruppe von Asteroiden, die nach (24) Themis benannt ist.

## Benennung
(2848) ASP wurde anlässlich dessen 100-jährigen Bestehens nach der Astronomical Society of the Pacific benannt. Die Astronomical Society of the Pacific setzt sich aus professionellen Astronomen und Amateurastronomen aus der ganzen Welt zusammen und arbeitet seit Bestehen daran, die Astronomie zu fördern.